# Murena olbrzymia

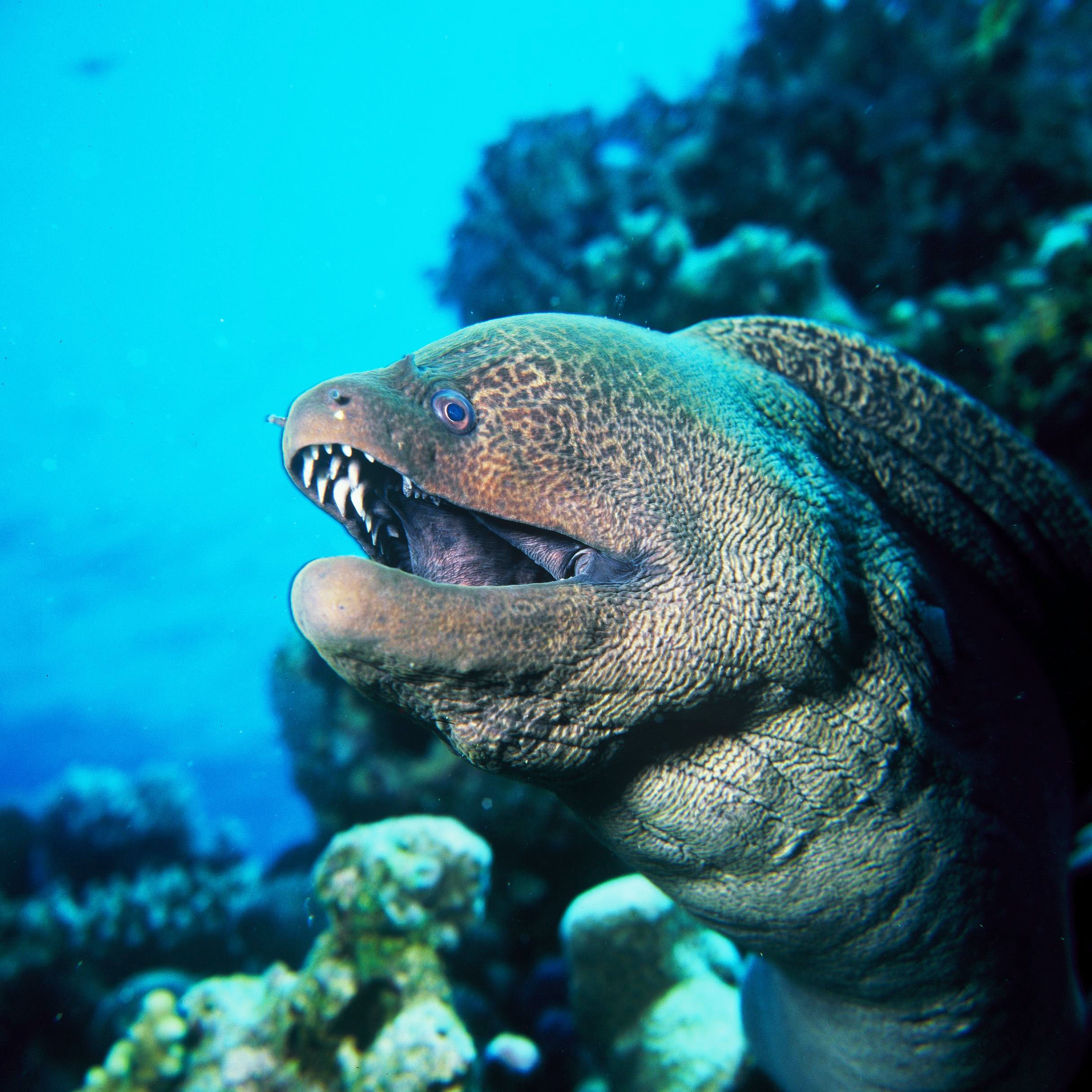
Murena olbrzymia pokazująca szczęki

Murena olbrzymia (Gymnothorax javanicus) – gatunek morskiej ryby węgorzokształtnej z rodziny murenowatych (Muraenidae).

## Występowanie – biotop i odżywianie
Gatunek ten jest szeroko rozpowszechniony w litoralu Indo-Pacyfiku. Jego występowanie wielokrotnie odnotowywano w regionach od wschodniego wybrzeża Afryki z Morzem Czerwonym włącznie aż do archipelagu hawajskiego i wyspy Pitcairn w Polinezji. Gatunek bentosowy, zamieszkuje laguny i zewnętrzne stoki raf koralowych, do głębokości 50 metrów. Murena olbrzymia, podobnie jak pozostałe murenowate, jest drapieżnikiem nocnym, przez co w dzień pozostaje nieaktywna, kryjąc się w szczelinach rafowych. Polując nocą, żywi się głównie mniejszymi rybami, a także innymi gatunkami murenowatych, rzadziej głowonogami, mięczakami i skorupiakami. Istnieją również udokumentowane naukowo przypadki mutualizmu w zdobywaniu pożywienia: wspólnego, zorganizowanego polowania osobników tego gatunku wspólnie z innymi rybami z gatunku Plectropomus pessuliferus, który „zapraszał do polowania”, intensywnie potrząsając głową na boki. Jest to jedyny znany wśród ryb (i jeden z niewielu znanych wśród innych zwierząt) przypadek intencjonalnego łączenia się osobników różnych gatunków w grupy w celu wspólnego polowania, w trakcie którego osobniki w nim uczestniczące wymieniają między sobą sygnały umożliwiające koordynację działań i dzielą się rolami.

## Opis morfologiczny
Dorasta do długości około 240 centymetrów, chociaż notowano okazy dorastające do 300 centymetrów. Gatunek w fazie dojrzałości osiąga masę do 30 kilogramów, co czyni go największym wśród wszystkich murenowatych. Ubarwienie ciała poszczególnych osobników zależy od ich dojrzałości. Młode osobniki mają barwę żółtobrązową, pokrytą dużymi plamami w odcieniach barwy brązowej. Wraz z dojrzałością osobnika, skóra przyjmuje charakter „lamparci”, spowodowany małymi czarnymi plamkami w różnych odcieniach. Z tyłu głowy pojawiają się pojedyncze niesymetryczne czarne plamy z każdej ze stron głowy widoczne przy otwartych skrzelach. Płetwa grzbietowa osobników rozciąga się na długości całego ciała, poczynając od tylnej części głowy, a kończąc na połączeniu z płetwą ogonową; gatunek ten nie ma ani płetwy piersiowej, ani brzusznej.

## Rozmnażanie
Zagadnienia dotyczące rozmnażania się owego gatunku muren nie są do końca poznane. Do rozrodu dochodzi wśród nich tylko raz na cały okres ich życia, po nim giną. Osobniki tego gatunku mogą być dichogamiczne lub równocześnie hermafrodytyczne. Mureny, aby dokonać rozrodu, pod koniec życia przemierzają w tym celu około 7200 kilometrów (około 4000 mil morskich), co trwa według szacunków około siedmiu miesięcy. W czasie zalotów dwa lub więcej osobników przeciwnych płciowo oplata się nawzajem, ostatecznie samica składa ikrę pelagiczną w liczbie około 10 tysięcy sztuk, która swobodnie dryfuje w oceanie. Ze złożonej ikry wylęgają się leptocefalne larwy muren, które osiągają dojrzałość po dwóch, trzech latach.